# Lekkoatletyka na Letnich Igrzyskach Olimpijskich 1980 – bieg na 400 m przez płotki mężczyzn
Bieg na 400 metrów przez płotki mężczyzn podczas XXII Letnich Igrzysk Olimpijskich w Moskwie rozegrano 24 (eliminacje), 25 (półfinały) i 26 lipca 1980 (finał) na Stadionie Łużniki. Zwycięzcą został reprezentant Niemieckiej Republiki Demokratycznej Volker Beck.

## Rekordy

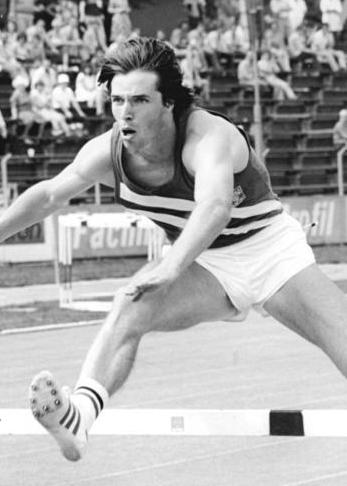
Volker Beck

|                   | Zawodnik    | Narodowość        | Czas  | Data               | Miejsce  |
| ----------------- | ----------- | ----------------- | ----- | ------------------ | -------- |
| Rekord świata     | Edwin Moses | Stany Zjednoczone | 47,13 | 3 lipca 1980(dts)  | Mediolan |
| Rekord olimpijski | Edwin Moses | Stany Zjednoczone | 47,63 | 25 lipca 1976(dts) | Montreal |

## Wyniki
| Poz. - pozycja |
| – rekord świata \| – rekord krajowy \| – rekord życiowy \| = – wyrównany rekord życiowy \| · – najlepszy wynik w sezonie \| = – wyrównany najlepszy wynik w sezonie \| – rekord olimpijski |
| Fn – falstart \| DNF – nie ukończył \| DNS – nie wystartował \| DSQ – zdyskwalifikowany |

### Eliminacje
Rozegrano trzy biegi eliminacyjne. Do półfinałów awansowało po czterech najlepszych zawodników z każdego biegu (Q) oraz czterech z najlepszymi czasami spośród pozostałych (q).

#### Bieg 1
| Poz. | Zawodnik         | Narodowość | Rezultat | Uwagi |
| ---- | ---------------- | ---------- | -------- | ----- |
| 1    | Nikołaj Wasiljew | ZSRR       | 50,69    | Q     |
| 2    | Antônio Ferreira | Brazylia   | 50,14    | Q,    |
| 3    | Volker Beck      | NRD        | 50,35    | Q     |
| 4    | Ryszard Szparak  | Polska     | 50,45    | Q     |
| 5    | John Akii-Bua    | Uganda     | 50,87    | q     |
| 6    | Horia Toboc      | Rumunia    | 50,89    | q     |
| 7    | Davison Lishebo  | Zambia     | 51,73    |       |

#### Bieg 2
| Poz. | Zawodnik          | Narodowość      | Rezultat | Uwagi |
| ---- | ----------------- | --------------- | -------- | ----- |
| 1    | Harry Schulting   | Holandia        | 50,01    | Q     |
| 2    | József Szalai     | Węgry           | 50,23    | Q,    |
| 3    | Gary Oakes        | Wielka Brytania | 50,39    | Q     |
| 4    | Aleksandr Charłow | ZSRR            | 50,79    | Q     |
| 5    | José Casabona     | Hiszpania       | 51,26    |       |
| –    | Wilfred Kareng    | Botswana        | DNF      |       |
| –    | Leonel Teller     | Nikaragua       | DNF      |       |
| –    | Hassan Kadhim     | Irak            | DNS      |       |

#### Bieg 3
| Poz. | Zawodnik            | Narodowość | Rezultat | Uwagi |
| ---- | ------------------- | ---------- | -------- | ----- |
| 1    | Wasyl Archypenko    | ZSRR       | 50,22    | Q     |
| 2    | Franz Meier         | Szwajcaria | 50,32    | Q     |
| 3    | Rok Kopitar         | Jugosławia | 50,34    | Q     |
| 4    | Juan Lloveras       | Hiszpania  | 50,48    | Q     |
| 5    | Janko Bratanow      | Bułgaria   | 50,56    | q     |
| 6    | Christer Gullstrand | Szwecja    | 50,95    | q     |
| 7    | Amer Maaraoui       | Syria      | 53,26    |       |
| 8    | Abdul Latif Abbas   | Kuwejt     | 53,31    |       |

### Półfinały
Rozegrano dwa biegi półfinałowe. Do finału awansowało po trzech najlepszych zawodników z każdego biegu oraz dwóch z najlepszymi czasami spośród pozostałych.

#### Bieg 1
| Poz. | Zawodnik            | Narodowość | Rezultat | Uwagi |
| ---- | ------------------- | ---------- | -------- | ----- |
| 1    | Volker Beck         | NRD        | 50,36    | Q     |
| 2    | Rok Kopitar         | Jugosławia | 50,55    | Q     |
| 3    | Horia Toboc         | Rumunia    | 50,58    | Q     |
| 4    | Harry Schulting     | Holandia   | 50,61    |       |
| 5    | Aleksandr Charłow   | ZSRR       | 50,64    |       |
| 6    | József Szalai       | Węgry      | 51,06    |       |
| 7    | Antônio Ferreira    | Brazylia   | 52,31    |       |
| –    | Christer Gullstrand | Szwecja    | DNS      |       |

#### Bieg 2
| Poz. | Zawodnik         | Narodowość      | Rezultat | Uwagi |
| ---- | ---------------- | --------------- | -------- | ----- |
| 1    | Wasyl Archypenko | ZSRR            | 49,80    | Q     |
| 2    | Nikołaj Wasiljew | ZSRR            | 49,87    | Q     |
| 3    | Gary Oakes       | Wielka Brytania | 50,07    | Q     |
| 4    | Franz Meier      | Szwajcaria      | 50,12    | q     |
| 5    | Janko Bratanow   | Bułgaria        | 50,17    | q     |
| 6    | Ryszard Szparak  | Polska          | 50,41    |       |
| 7    | John Akii-Bua    | Uganda          | 51,10    |       |
| 8    | Juan Lloveras    | Hiszpania       | 51,86    |       |

### Finał
| Poz. | Zawodnik         | Narodowość      | Rezultat |
| ---- | ---------------- | --------------- | -------- |
| 1    | Volker Beck      | NRD             | 48,70    |
| 2    | Wasyl Archypenko | ZSRR            | 48,86    |
| 3    | Gary Oakes       | Wielka Brytania | 49,11    |
| 4    | Nikołaj Wasiljew | ZSRR            | 49,34    |
| 5    | Rok Kopitar      | Jugosławia      | 49,67    |
| 6    | Horia Toboc      | Rumunia         | 49,84    |
| 7    | Franz Meier      | Szwajcaria      | 50,00    |
| 8    | Janko Bratanow   | Bułgaria        | 56,35    |